# 129-та база зберігання озброєння і майна (Україна)
129 Будапештська орденів Червоного Прапора і Суворова база зберігання озброєння і майна (129 БЗОМ, в/ч А2027) — розформована військова частина Північного оперативного командування Збройних Сил України. Створена на базі 23-ї танкової дивізії. На ній зберігалась техніка та озброєння у випадку мобілізації для розгортання дивізії.

## Історія
У 1992 році 6065-та база зберігання озброєння і техніки (в/ч 18876) перейшла під юрисдикцію України.
Перелік військових частин, установ, організацій і підприємств Міністерства оборони України, дислокованих (які дислокувалися) у зонах безумовного (обов'язкового) та гарантованого добровільного відселення
В 1995 році отримала нове умовне найменування А2027.
Відповідно до директиви Міністра оборони України 30 травня 2003 року база була розформована, умовне найменування військова частина А2027 - анульовані. Директивою Міністра оборони України правонаступник не визначався.